# Alphonse Louis Nicolas Borrelly
Alphonse Louis Nicolas Borrelly (8 dicembre 1842 – 28 febbraio 1926) è stato un astronomo francese attivo a cavallo fra XIX e XX secolo.
Lavorò a Marsiglia, dove scoprì diciotto asteroidi e dieci comete: la cometa periodica 19P/Borrelly e le comete non periodiche C/1873 Q1 Borrelly, C/1874 O1 Borrelly, C/1874 X1 Borrelly, C/1877 C1 Borrelly, C/1889 X1 Borrelly, C/1900 O1 Borrelly-Brooks, C/1903 M1 Borrelly, C/1909 L1 Borrelly-Daniel, C/1912 V1 Borrelly.

## Riconoscimenti
L'asteroide 1539 Borrelly porta il suo nome. Nel 1913 gli è stato assegnato il Premio Janssen .

## Asteroidi scoperti
| 99 Dike      | 28 maggio 1868    |
| 110 Lydia    | 19 aprile 1870    |
| 117 Lomia    | 12 settembre 1871 |
| 120 Lachesis | 10 aprile 1872    |
| 146 Lucina   | 8 giugno 1875     |
| 157 Dejanira | 1º dicembre 1875  |
| 171 Ophelia  | 13 gennaio 1877   |
| 172 Baucis   | 5 febbraio 1877   |
| 173 Ino      | 1º agosto 1877    |

| 198 Ampella  | 13 giugno 1879   |
| 233 Asterope | 11 maggio 1883   |
| 240 Vanadis  | 27 agosto 1884   |
| 246 Asporina | 6 marzo 1885     |
| 268 Adorea   | 8 giugno 1887    |
| 308 Polyxo   | 31 marzo 1891    |
| 322 Phaeo    | 27 novembre 1891 |
| 369 Aëria    | 4 luglio 1893    |
| 394 Arduina  | 19 novembre 1894 |